# とくしま88景

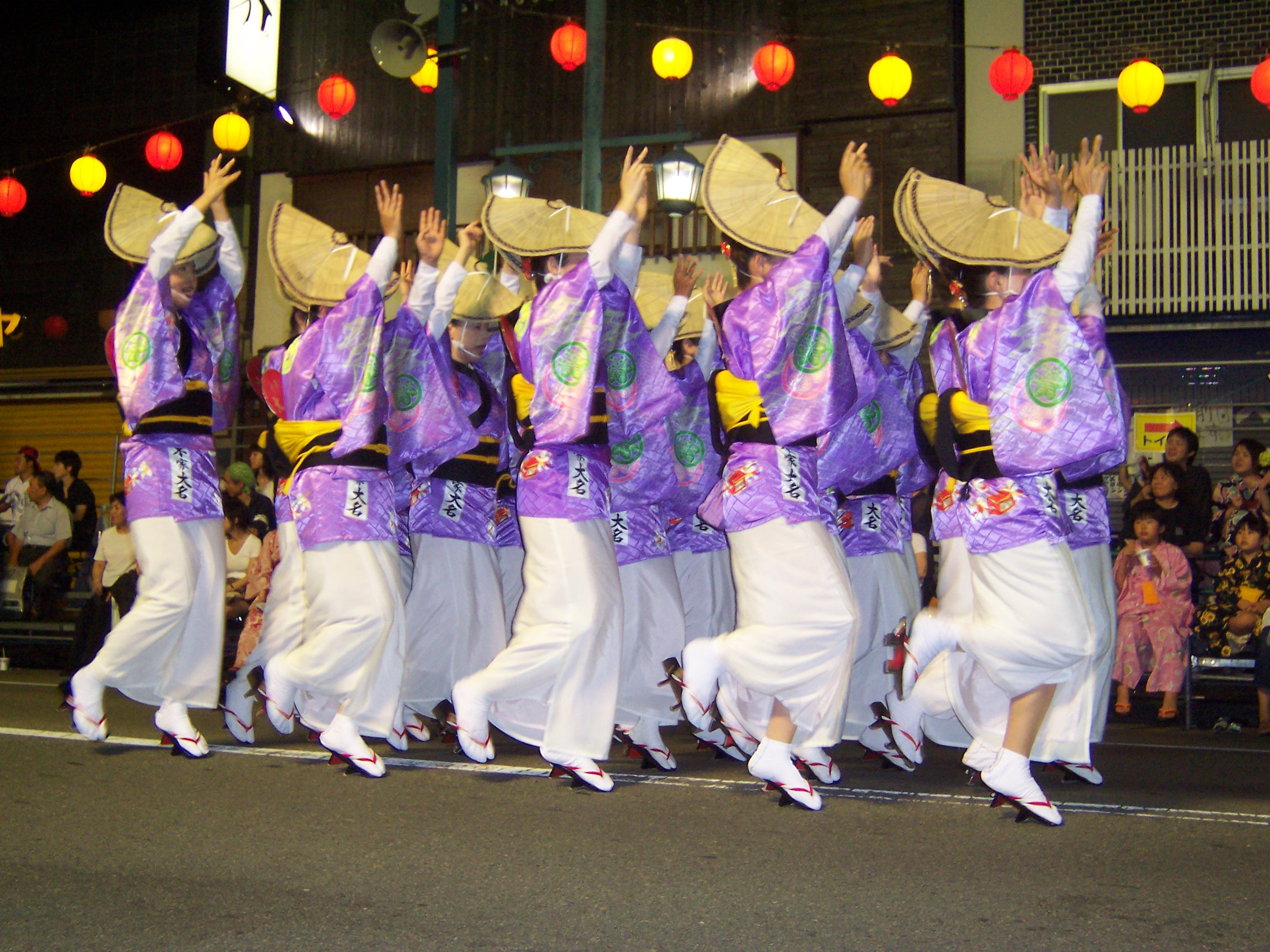
阿波踊り

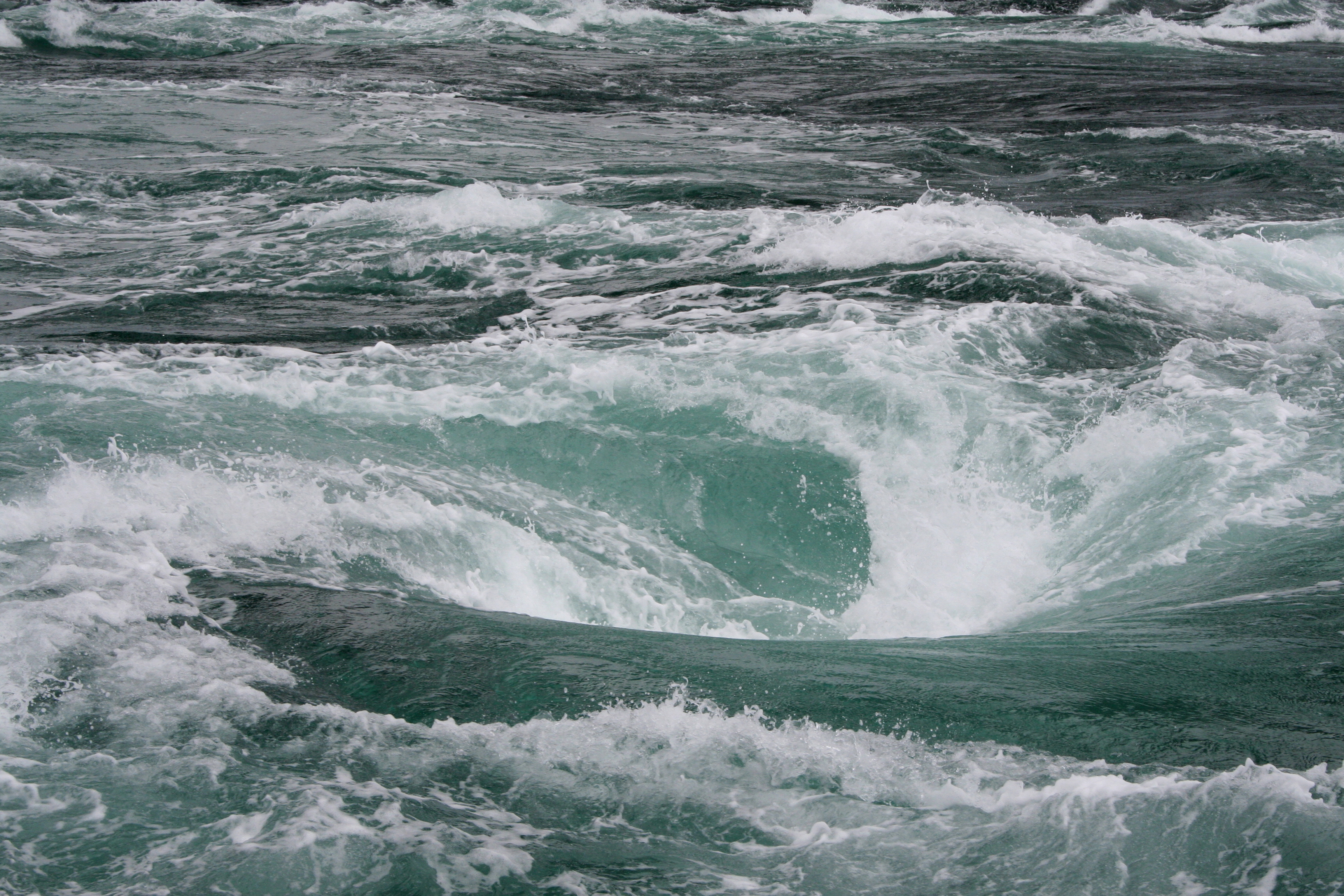
鳴門の渦潮

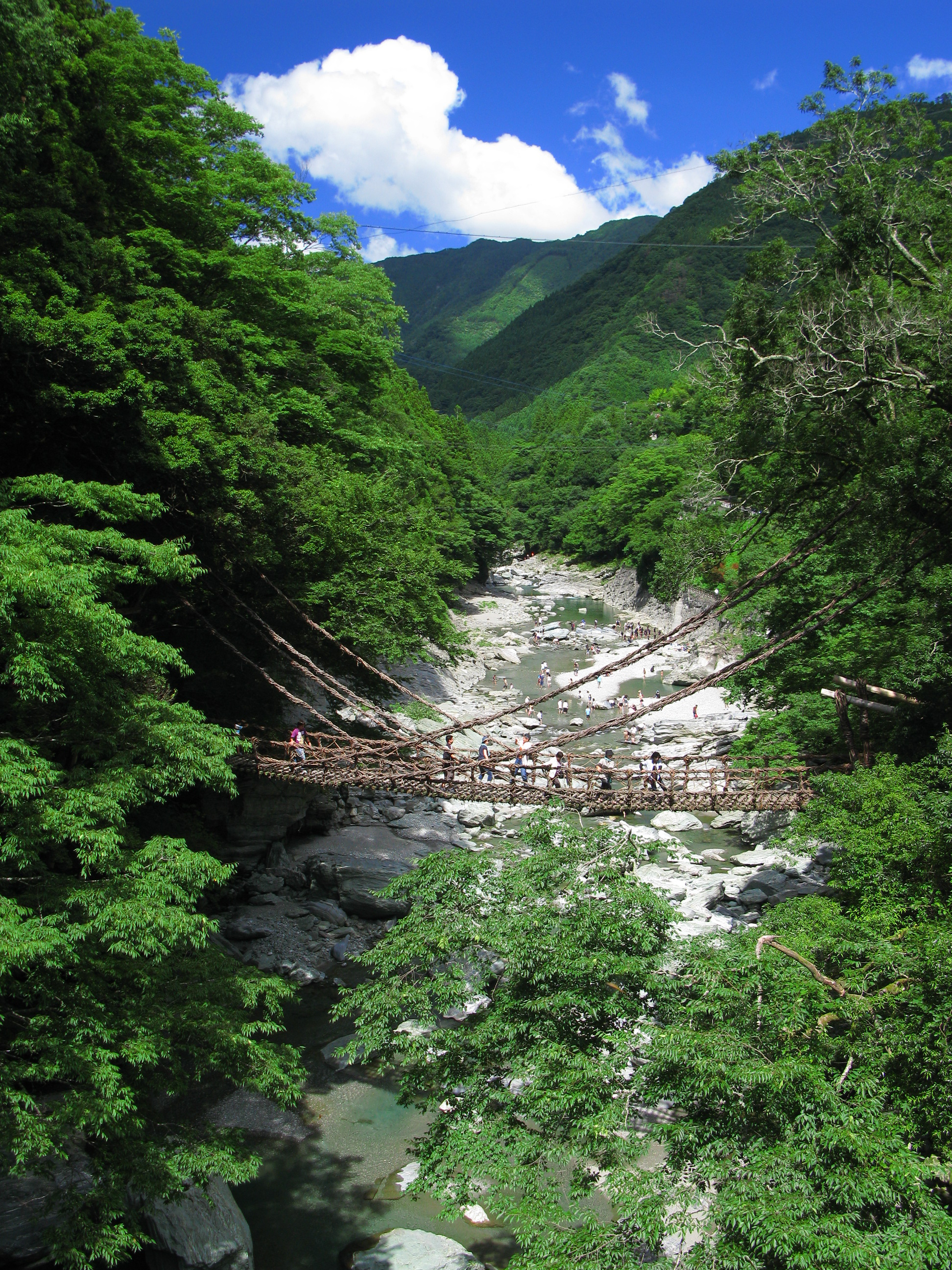
祖谷のかずら橋

とくしま88景は、徳島新聞社と徳島県観光協会が選定した徳島県内にある88箇所の名所。徳島県を代表する9景および、市町村から推薦のあった79景を加えて四国八十八箇所にちなみ88景とした。

## 徳島県の代表景観
- 阿波踊り
- 鳴門の渦潮
- 海亀産卵風景
- かずら橋
- 大歩危・小歩危
- 剣山山系
- 吉野川
- 海部川
- 南阿波サンライン

## 市町村別推薦景観

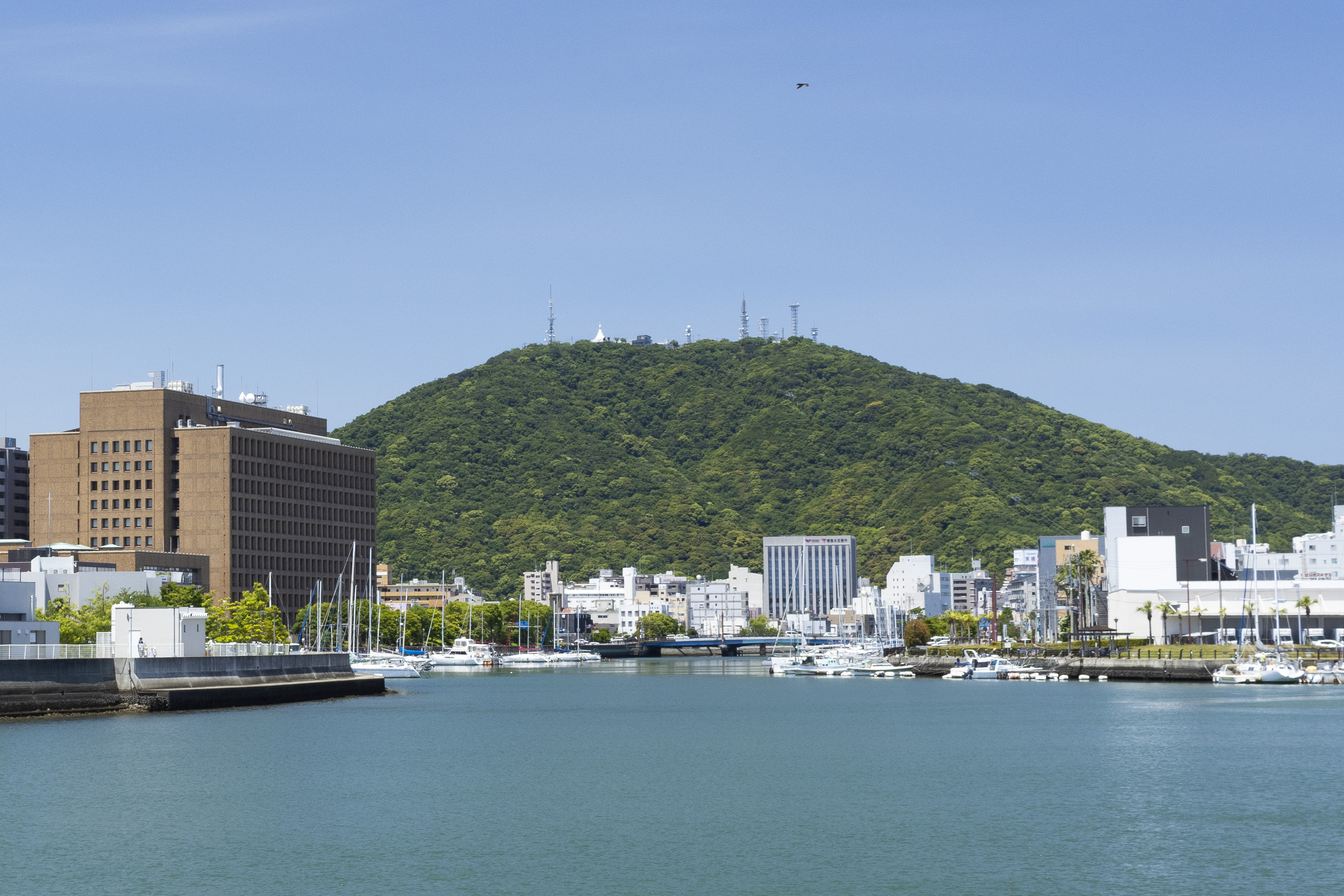
眉山

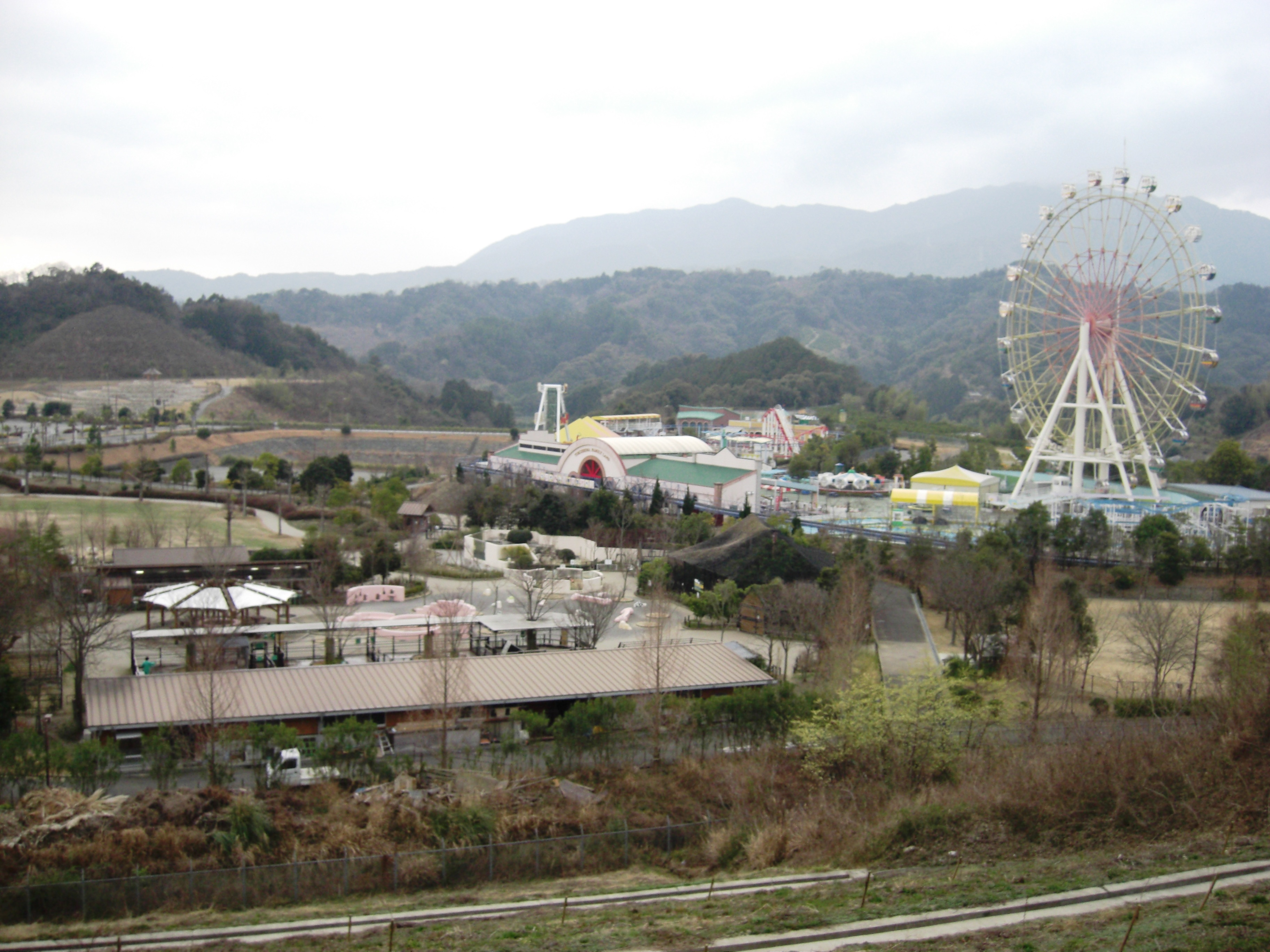
徳島市総合動植物公園

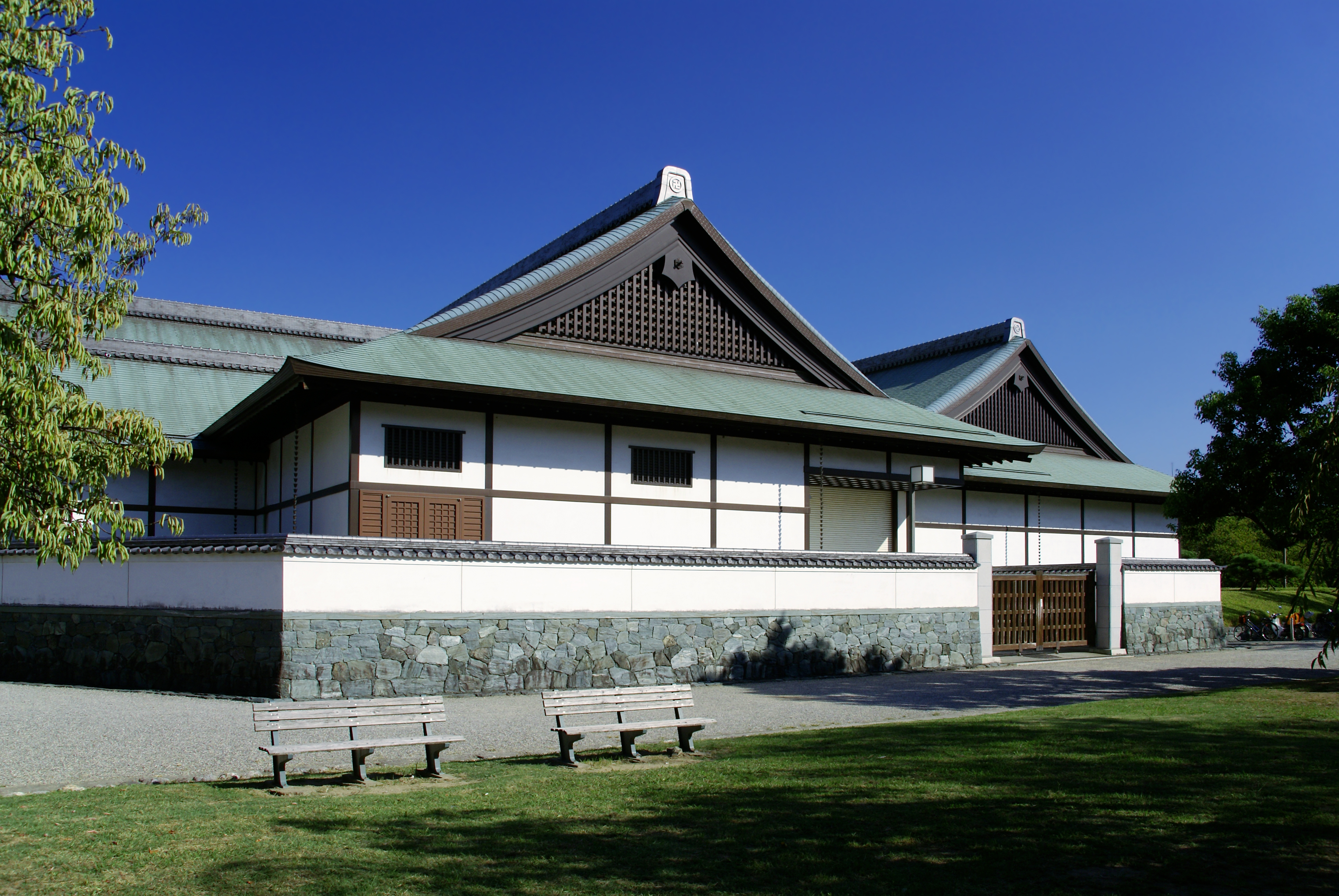
徳島市立徳島城博物館

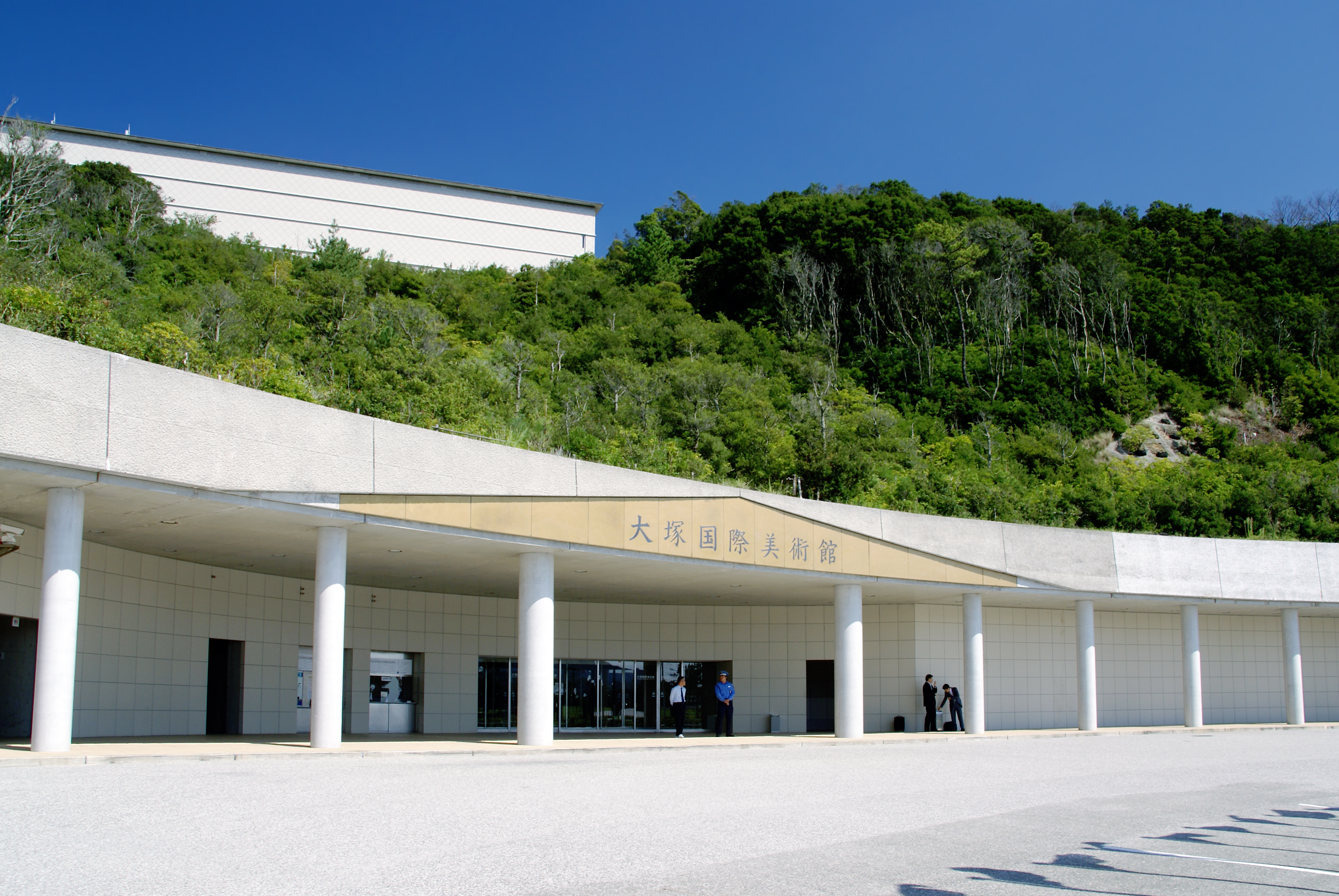
大塚国際美術館

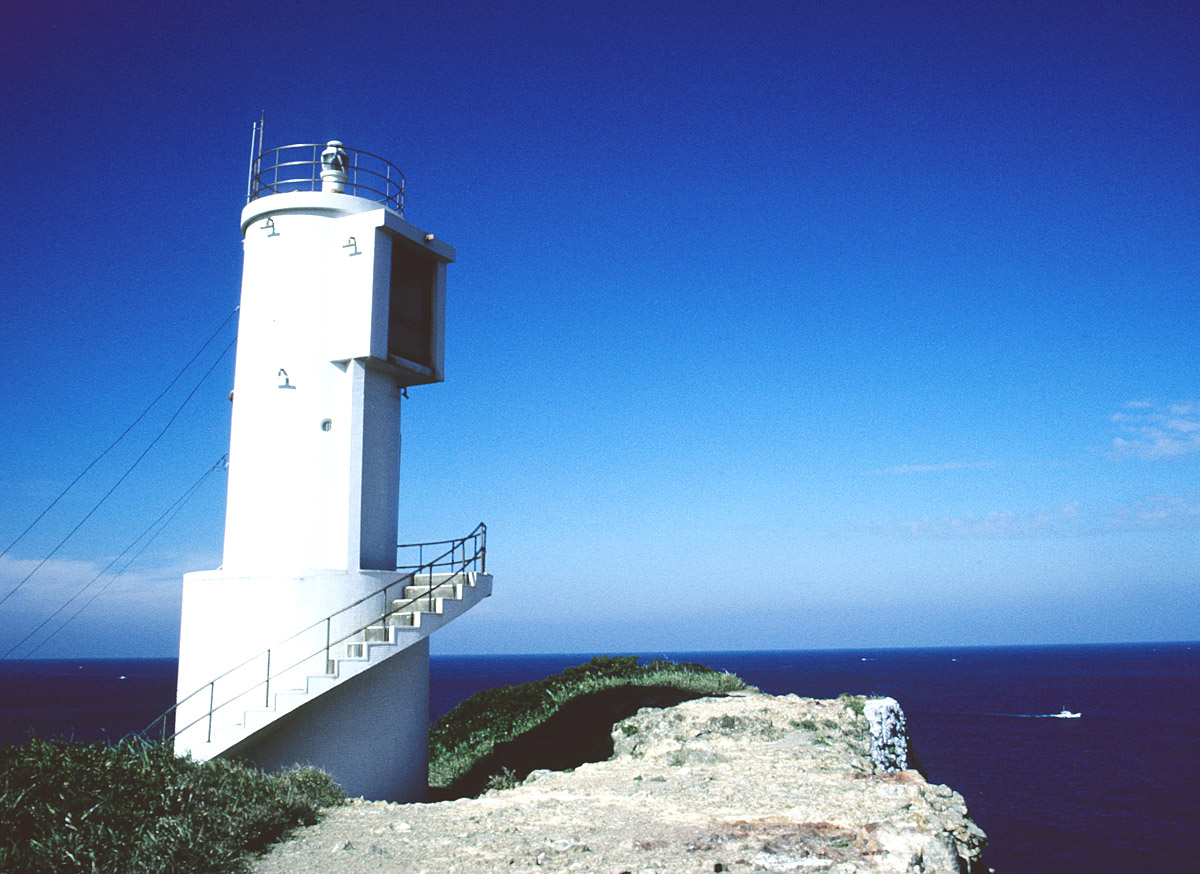
蒲生田岬灯台

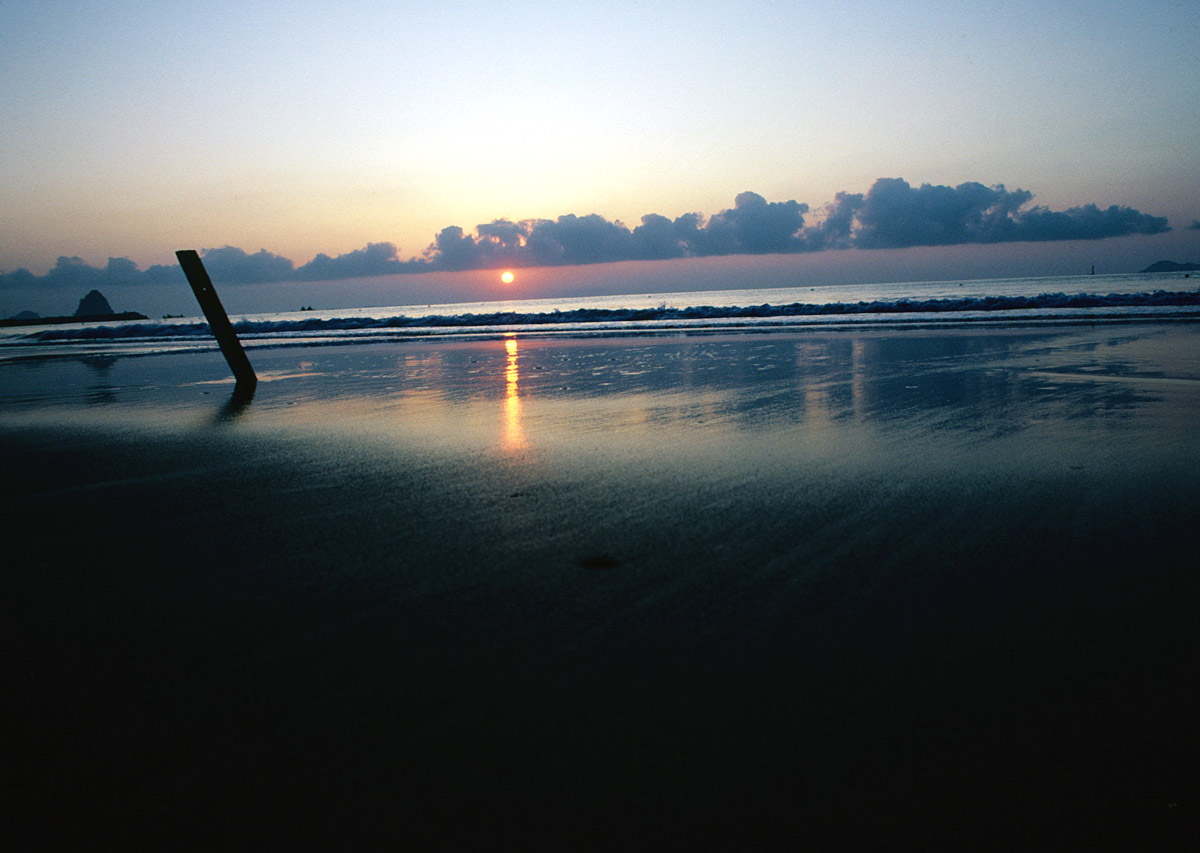
北の脇海水浴場

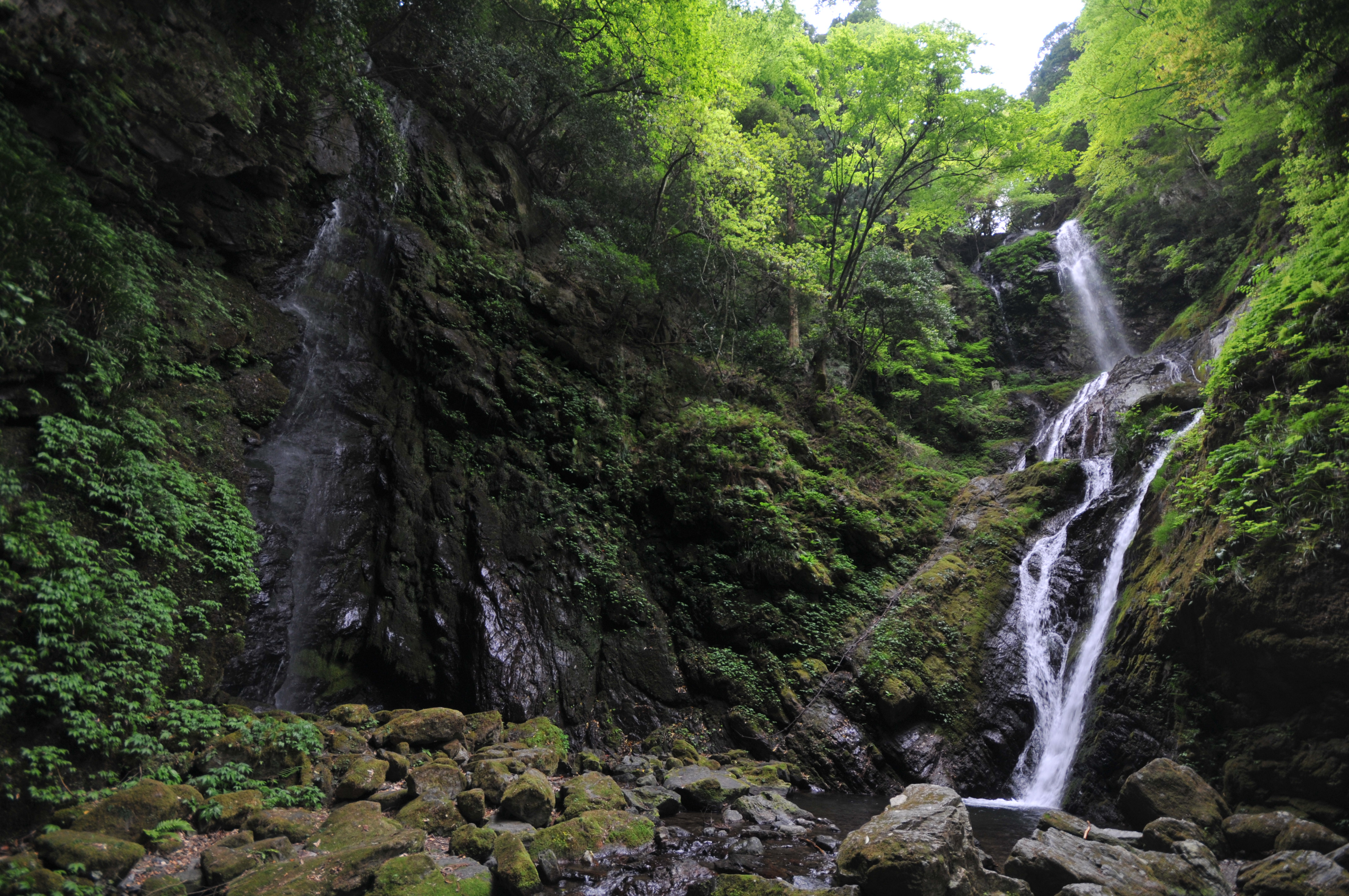
雨乞の滝

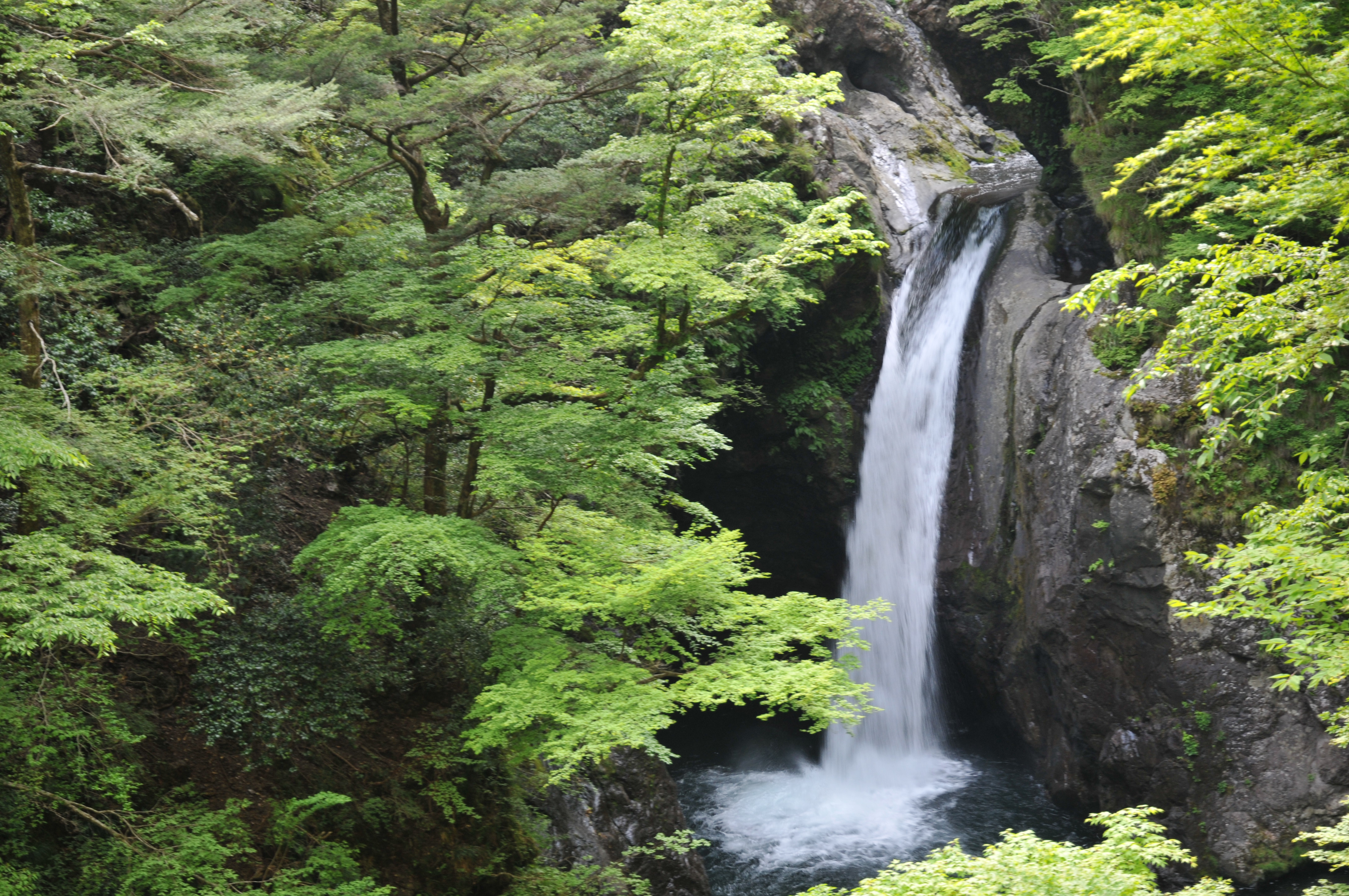
大釜の滝

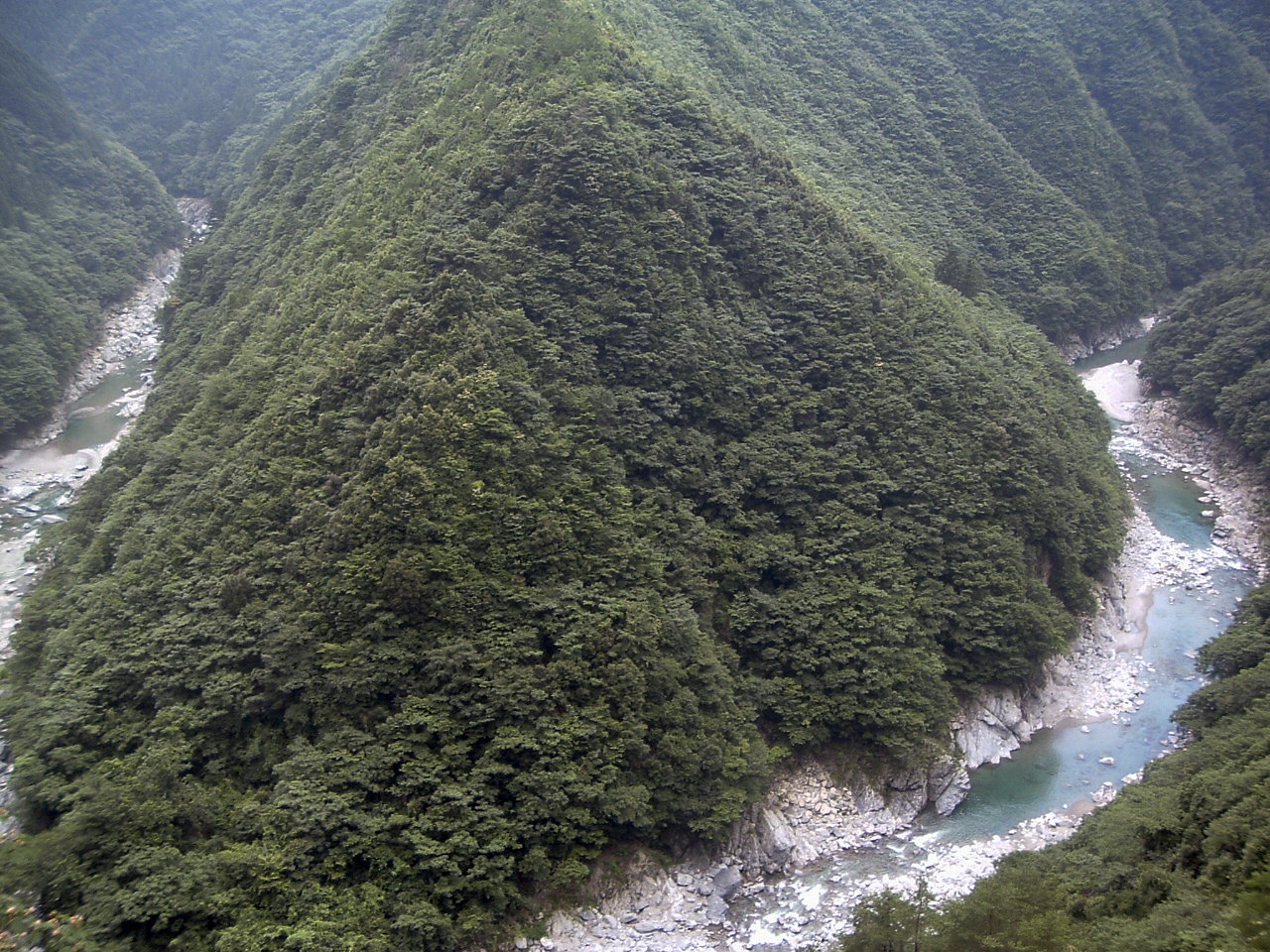
祖谷渓

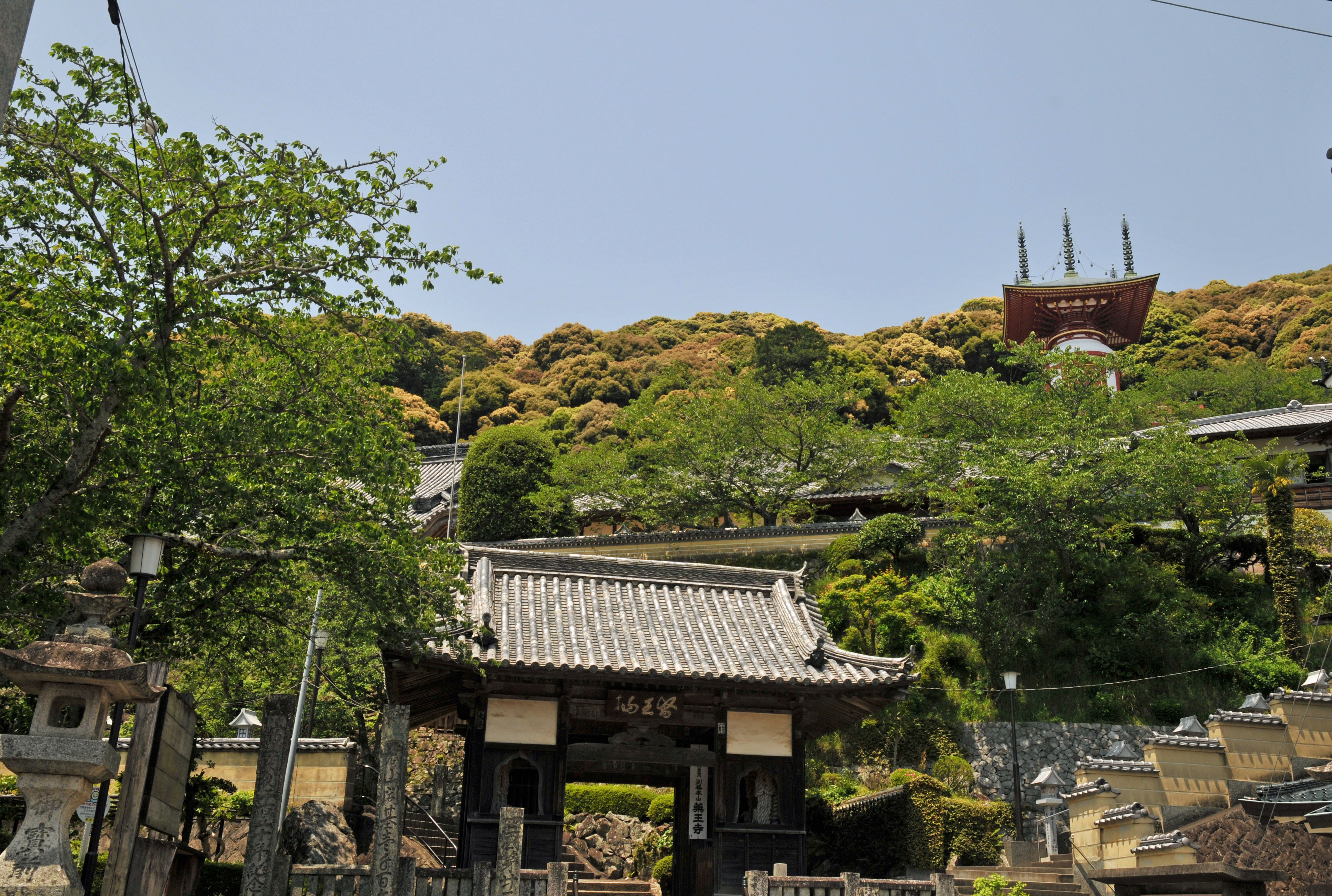
薬王寺

### 徳島市
- 阿波十郎兵衛屋敷
- 眉山
- 徳島県文化の森総合公園
- アスティとくしま
- 犬飼の農村舞台
- 徳島市総合動植物公園
- 徳島城博物館
- ひょうたん島

### 鳴門市
- 大谷焼
- 霊山寺
- 大塚国際美術館
- ドイツ館とドイツ橋

### 小松島市
- 史跡旗山と源義経騎馬像

### 阿南市
- 太龍寺
- 観光地引き網
- 蒲生田岬
- 椿自然園
- 北の脇海水浴場
- 那賀川出島野鳥園
- 岩脇公園桜まつり

### 吉野川市
- 吉野川遊園地
- 江川・鴨島公園
- 上桜森林公園
- 手漉き和紙
- 船窪つつじ公園
- ホタルまつり

### 阿波市

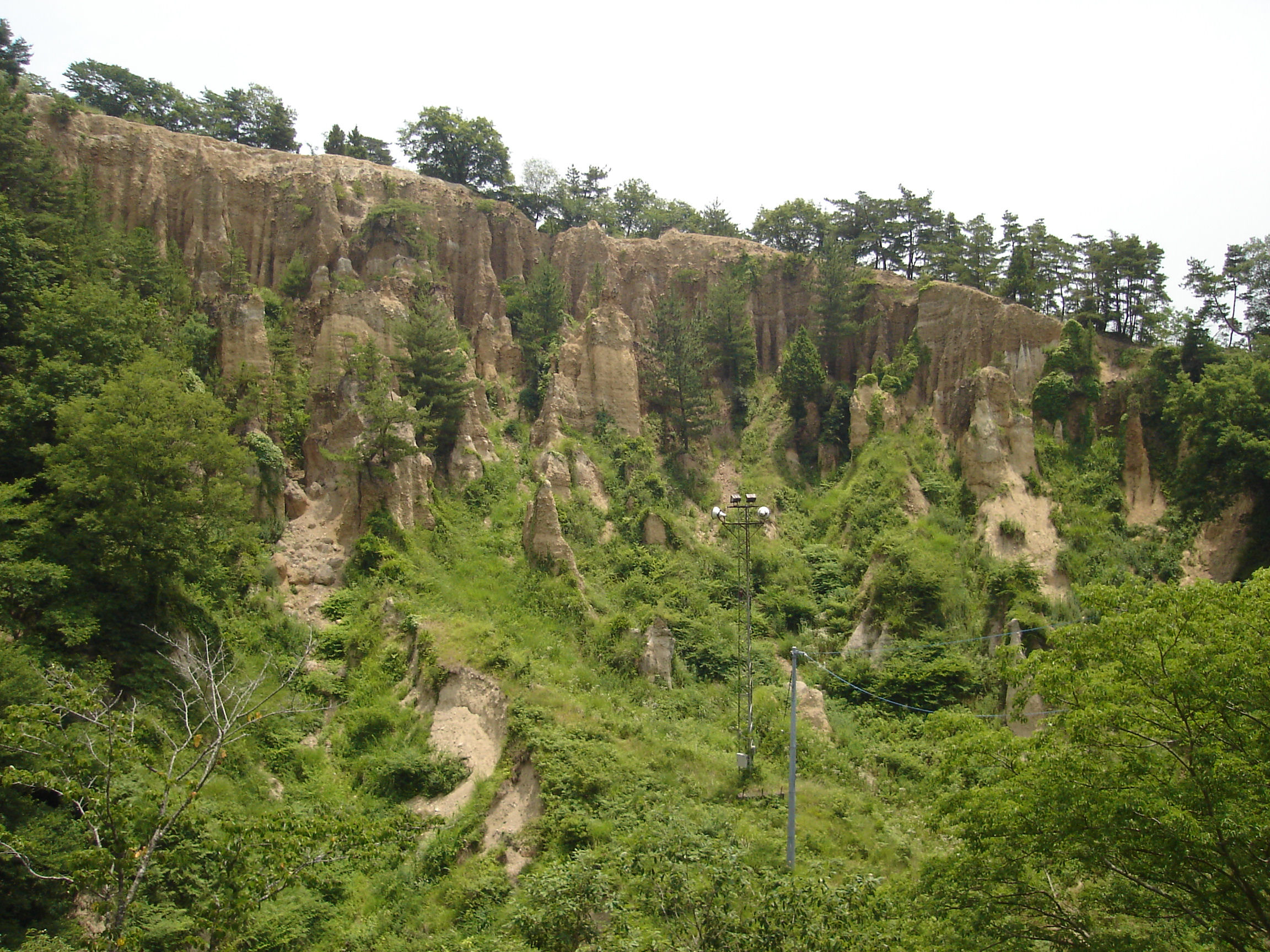
阿波の土柱

- たらいうどん
- 柿原の堰
- 金清自然公園

- 阿波の土柱

### 美馬市

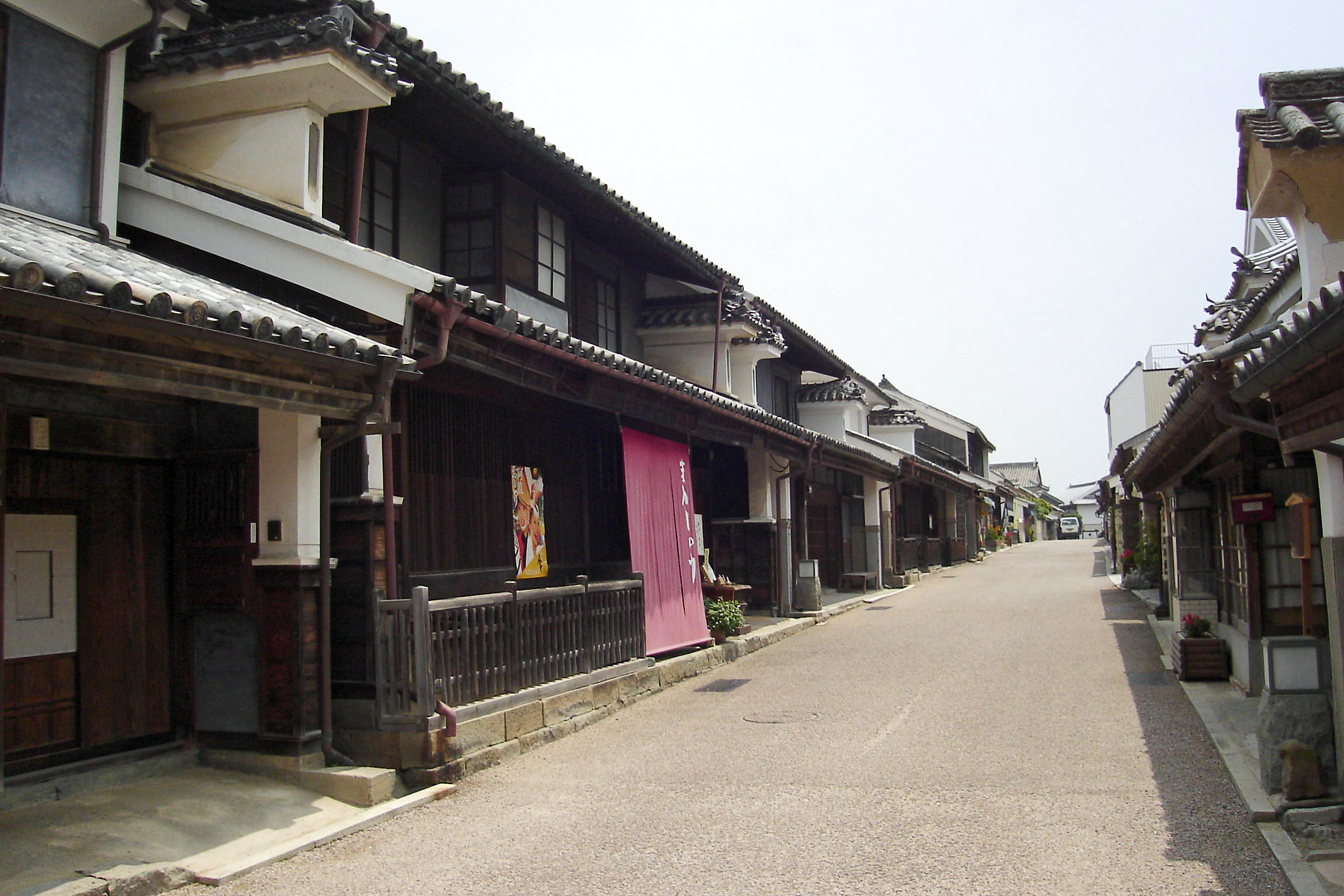
脇町南町うだつの町並み

- 脇町南町（うだつの町並み）
- 美馬モーターランド
- 寺町

### 三好市
- 龍頭の滝・金剛の滝
- 雲辺寺
- 黒沢湿原
- 祖谷渓
- ラピス大歩危
- 塩塚高原
- 井川スキー場腕山
- 加茂の大楠
- 天狗塚
- 祖谷秘境の湯

### 勝浦郡
勝浦町
- 勝浦フライトパーク

上勝町
- 月ヶ谷温泉

### 名東郡
佐那河内村
- 大川原高原

### 名西郡
石井町
- 農大の桜

神山町
- 雨乞の滝

### 那賀郡
那賀町
- 鷲敷ライン・カヌー競技場
- あいあいらんど
- 海川谷川
- 木沢つららまつり
- 大釜の滝・大轟の滝
- 高の瀬峡

### 海部郡
美波町
- 桜街道
- 薬王寺
- 恵比須洞

牟岐町
- 阿波大島

海陽町
- 阿波海南文化村
- 漁火の森
- 母川蛍まつり
- 宍喰を中心としたサーフィン基地
- 竹ヶ島海中公園

### 板野郡
松茂町
- 月見ヶ丘海水浴場とテント村

北島町
- 北島チューリップ公園

藍住町
- 藍の館

板野町
- あさんライブミュージアム（上板町・吉野川市）
- 板野町歴史文化公園

上板町
- 阿波三盆糖
- 大山寺と力餅

### 美馬郡
つるぎ町
- 於安パーク
- 道の駅貞光ゆうゆう館
- 鳴滝
- 土釜
- 剣山スキー場
- 穴吹川筏下り
- 三木家住宅
- 中尾山高原施設

### 三好郡
東みよし町
- 美濃田の淵